# Basilika San Nicola

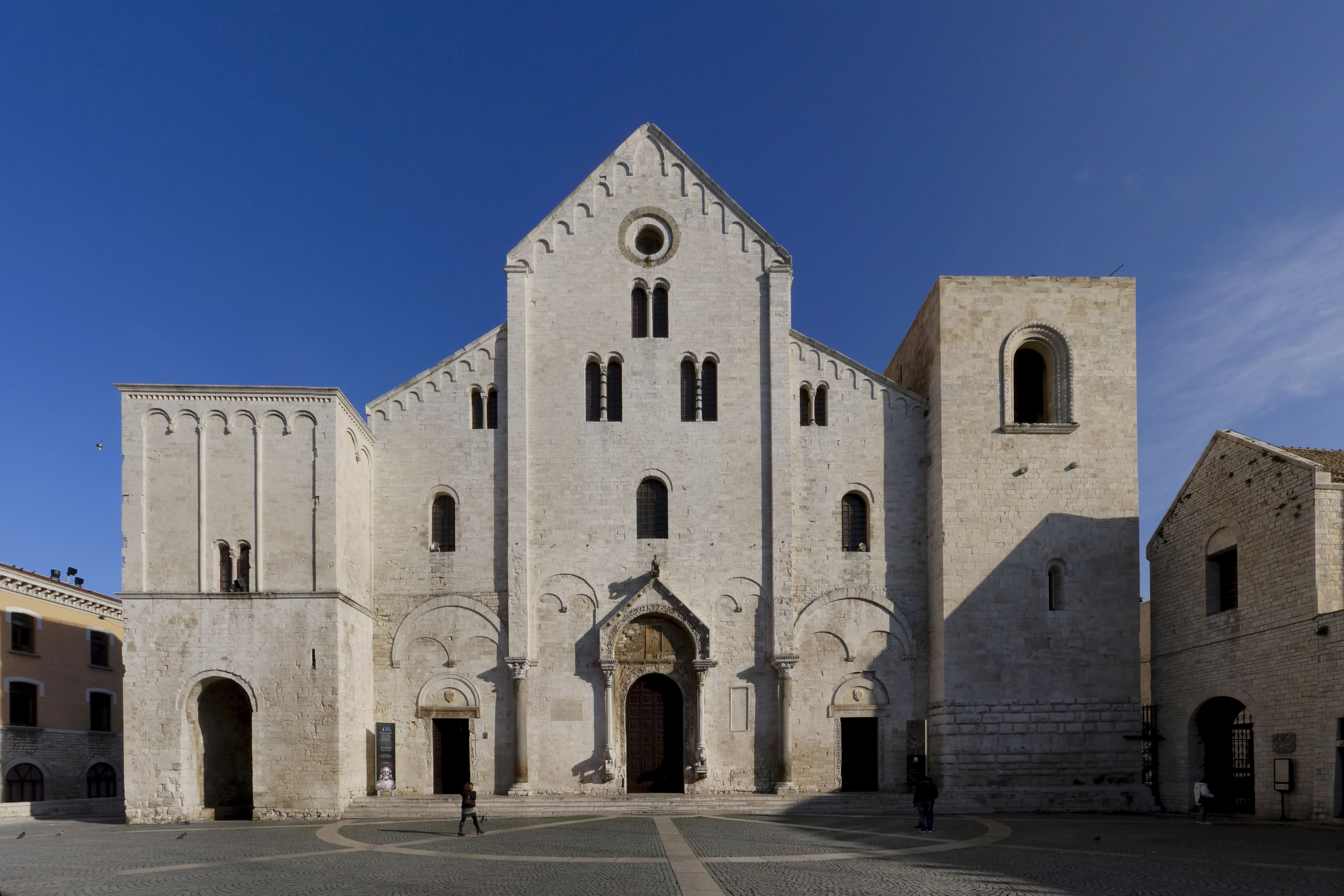
Nikolaus-Basilika, Bari

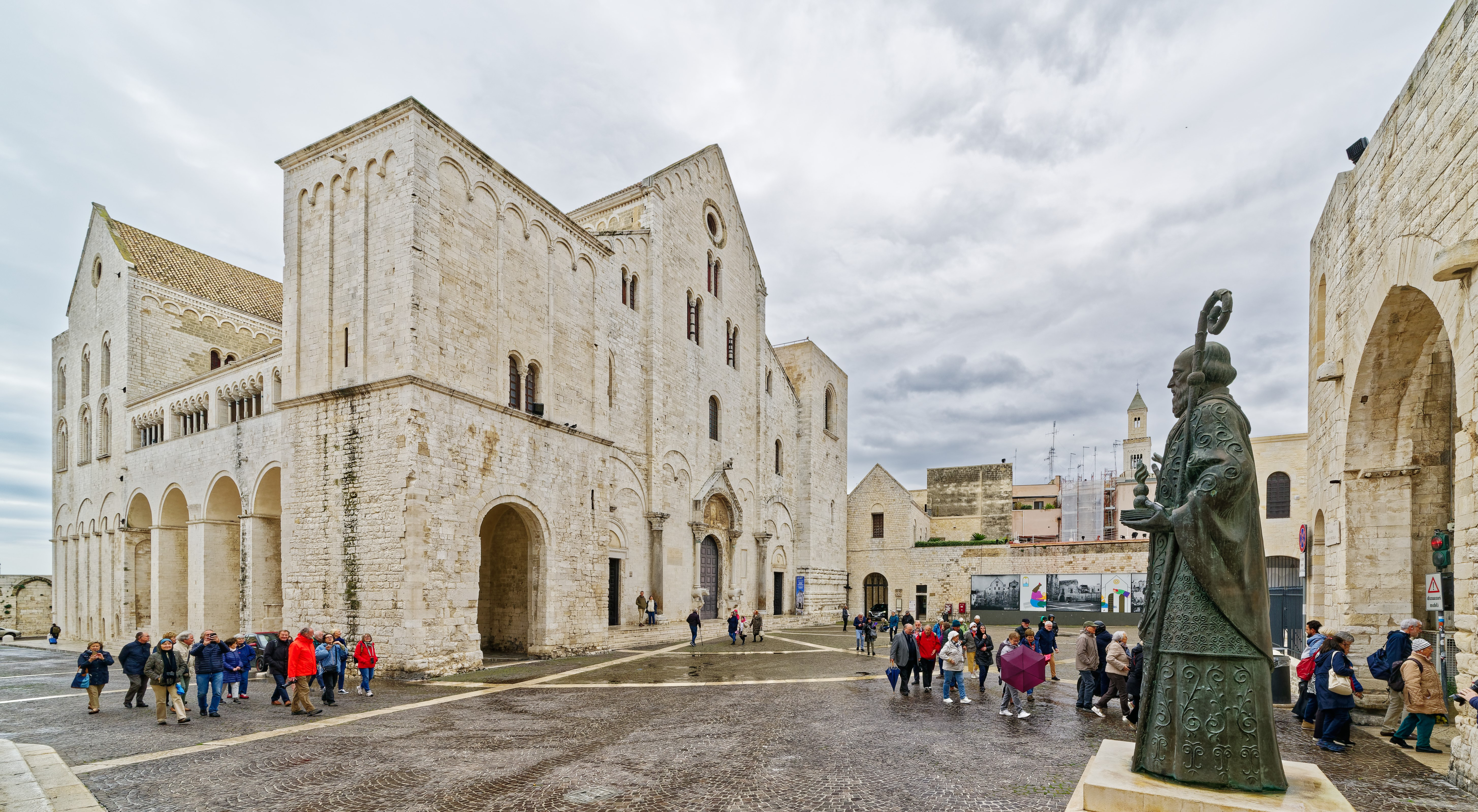
Seitenansicht mit Statue des heiligen Nikolaus.

Die Basilika San Nicola (Basilika des hl. Nikolaus von Myra) ist eine Kirche in Bari in Süditalien mit dem Titel einer päpstlichen Basilika. Die Kirche wurde zwischen 1087 und 1106 für die aus Myra nach Bari überführten Reliquien des Heiligen errichtet und ist so heute noch ein bedeutendes Pilgerziel für römisch-katholische und orthodoxe Christen. Die Basilika war die erste Kirche dieser Art in Apulien und diente zahlreichen später errichteten Sakralbauten der Region als Vorbild.

## Geschichte

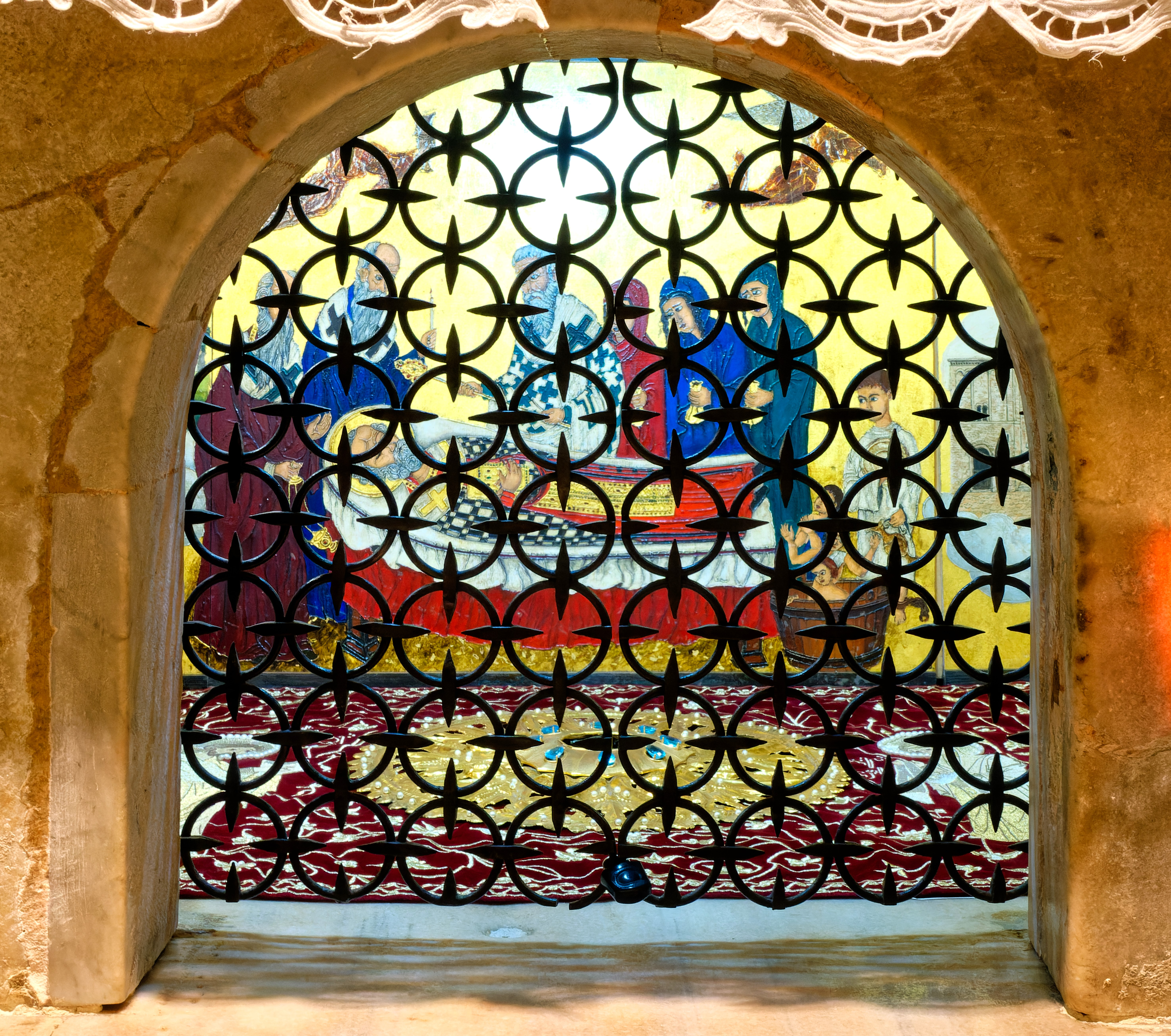
Das Grab des hl. Nikolaus (2023).

Die Basilika wurde zwischen 1087 und 1197 während der normannischen Herrschaft in Apulien errichtet. Die Gründung der Kirche geht auf den Diebstahl eines Teils der Reliquien des hl. Nikolaus durch Seefahrer aus Bari aus dem ursprünglichen Schrein in der Nikolaus-Kirche in Myra in Lykien zurück. Dies geschah gegen den Widerstand der orthodoxen Mönche, vorgeblich um sie vor der Einnahme durch die Seldschuken zu schützen. Nach Streitigkeiten mit Venedig um die Reliquien konnte sich Bari allerdings durchsetzen, und die Reliquien wurden am 9. Mai 1087 nach Bari überführt, wo für ihre Unterbringung zwischen 1087 und 1106 eine neue Kirche errichtet wurde.
Im Beisein Papst Urbans II. wurde die Krypta 1089 geweiht. Elias, Abt der nahe gelegenen Benediktinerabtei, in der die Reliquien zwischenzeitlich verwahrt wurden, wurde zum ersten Bischof ernannt. Seine Kathedra befindet sich noch heute in der Kirche. Die Schlussweihe fand 1197 im Beisein des Reichskanzlers Konrad von Querfurt und einer Vielzahl von Bischöfen und Würdenträgern statt.
Die Kirche ist den Dominikanern anvertraut; in der Krypta befinden sich Möglichkeiten für Gottesdienste im römischen und im byzantinischen Ritus: der Hauptaltar über dem Reliquiengrab und der linke Seitenaltar mit einer Ikonostase. Das Grab des heiligen Nikolaus wird in der Orthodoxie hoch verehrt, und es findet eine große Pilgerbewegung statt.

## Lage
Die Wallfahrtskirche San Nicola liegt nördlich der Kathedrale von Bari und wurde auf dem Gelände des ehemaligen byzantinischen Statthalterpalastes errichtet. Die Basilika lag ursprünglich ganz nahe am Wasser wie die Kathedrale von Trani. Lediglich eine Seemauer trennte sie vom Meer. Sie wird von drei großen Höfen umgeben, um die sich die restlichen Gebäude des Klosters gruppieren, im Süden das Kloster, im Westen Hospiz und Pilgerheim und im Nordwesten die Kirche S. Gregorio.

## Architektur

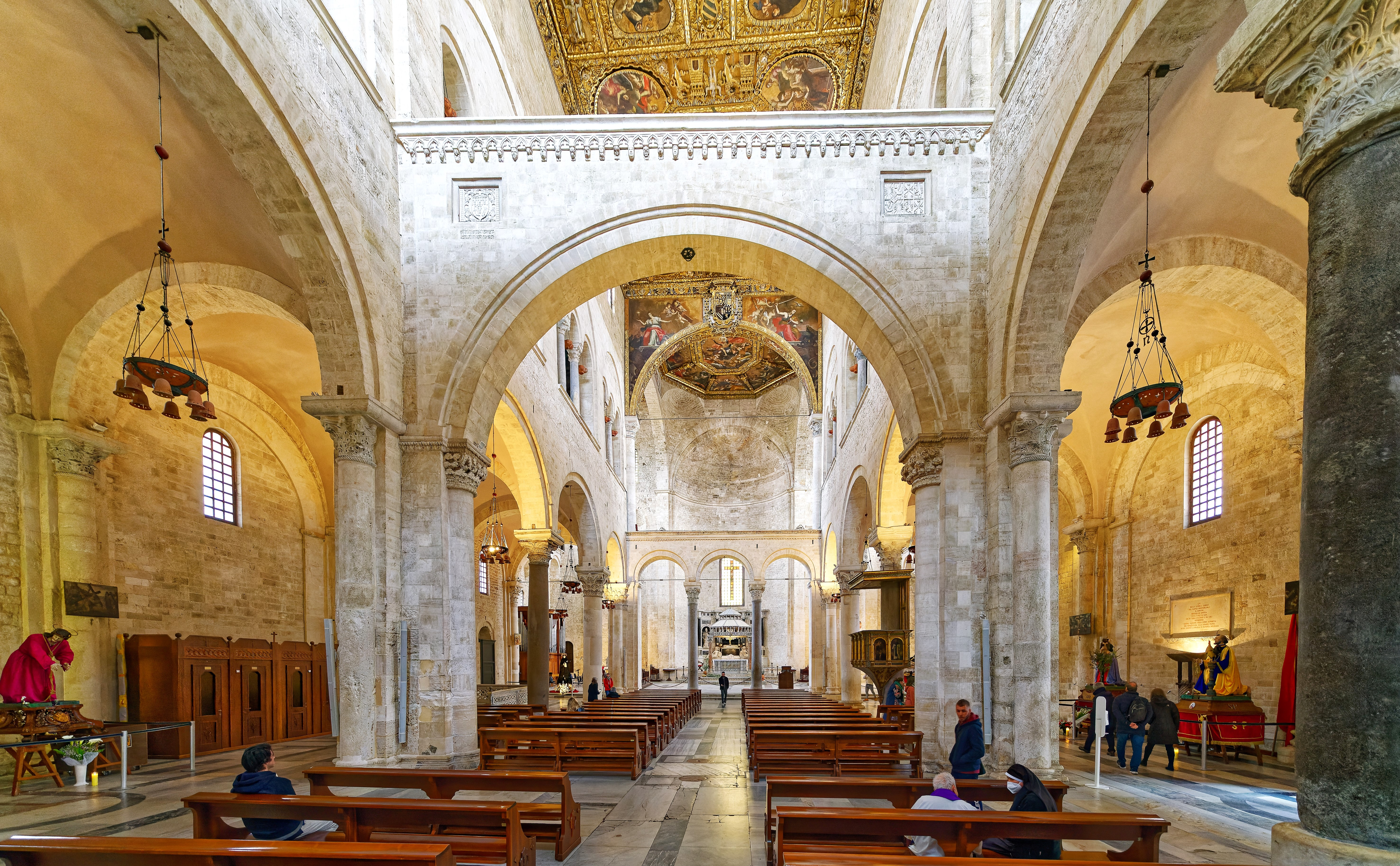
Innenraum

S. Nicola gilt als der Gründungsbau der Bareser Romanik und diente zahlreichen später errichteten Sakralbauten der Region als Vorbild.

### Bau
Der blockhafte Eindruck der Fassade der dreischiffigen Basilika ergibt sich durch gesondert hervorgehobene kubische Bauteile wie die mächtigen Pfeilerarkaden mit dazwischenliegenden Nischen, die den Seitenschiffen vorgelagert sind und welche darüber die Zwerggalerien aufnehmen, oder die an den westlichen Kanten eingeschobenen unvollendeten Türme. Der älteste Bauteil der flach gedeckten dreischiffigen Emporenbasilika ist der Ostchor mit einer flachen Hauptapsis und zwei kleinen Nebenapsiden. Auch an den Ostkanten des Baus befanden sich ursprünglich Türme. Ein geplanter Vierungsturm wurde nicht vollendet. Im Innenraum wird das Mittelschiff durch Granitsäulen und Pilaster im daktylischen Stützenwechsel von den Seitenschiffen getrennt. Durch drei Bögen mit Säulen byzantinischen Einflusses wird das Presbyterium vom Rest des Baus separiert. Über den Seitenschiffen befindet sich die Empore für die Frauen.

### Stilistische Bezüge
Die beiden seitlichen Turmstümpfe gehen auf Vorbilder normannischer Architektur zurück, wie etwa auf die Abteikirchen Ste-Trinité und St-Étienne in Caen oder die Kirche in Jumièges. Allerdings knüpft die Architektur auch an lombardische Traditionen an, so erinnern die Türme an S. Abbondio in Como, die Zwerggalerien und die Blendarkaden am Außenbau sowie die Emporen im Kircheninnern vor allem an den Dom von Modena. Die Beziehungen zu Oberitalien sind generell eng, wobei die zeitliche Genese, also das gegenseitige Abhängigkeitsverhältnis, noch relativ ungeklärt ist. Der T-förmige Grundriss mit kurzem Querhaus und den drei Apsiden geht wohl auf den Neubau des Benediktinerklosters in Montecassino durch Abt Desiderius nach 1066 zurück.

## Ausstattung

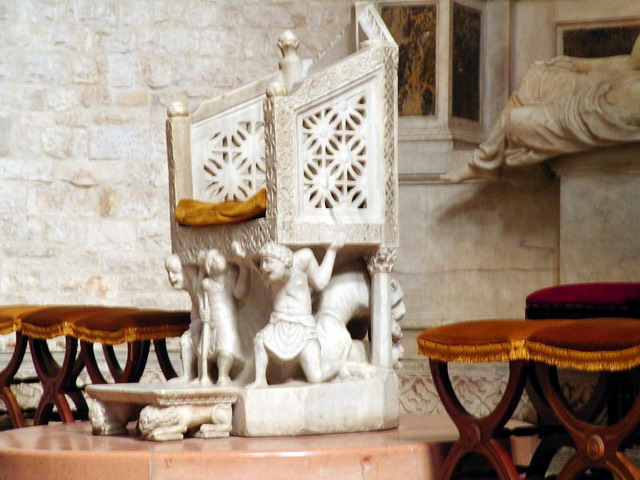
Die historische Kathedra des ersten Erzbischofs Elias

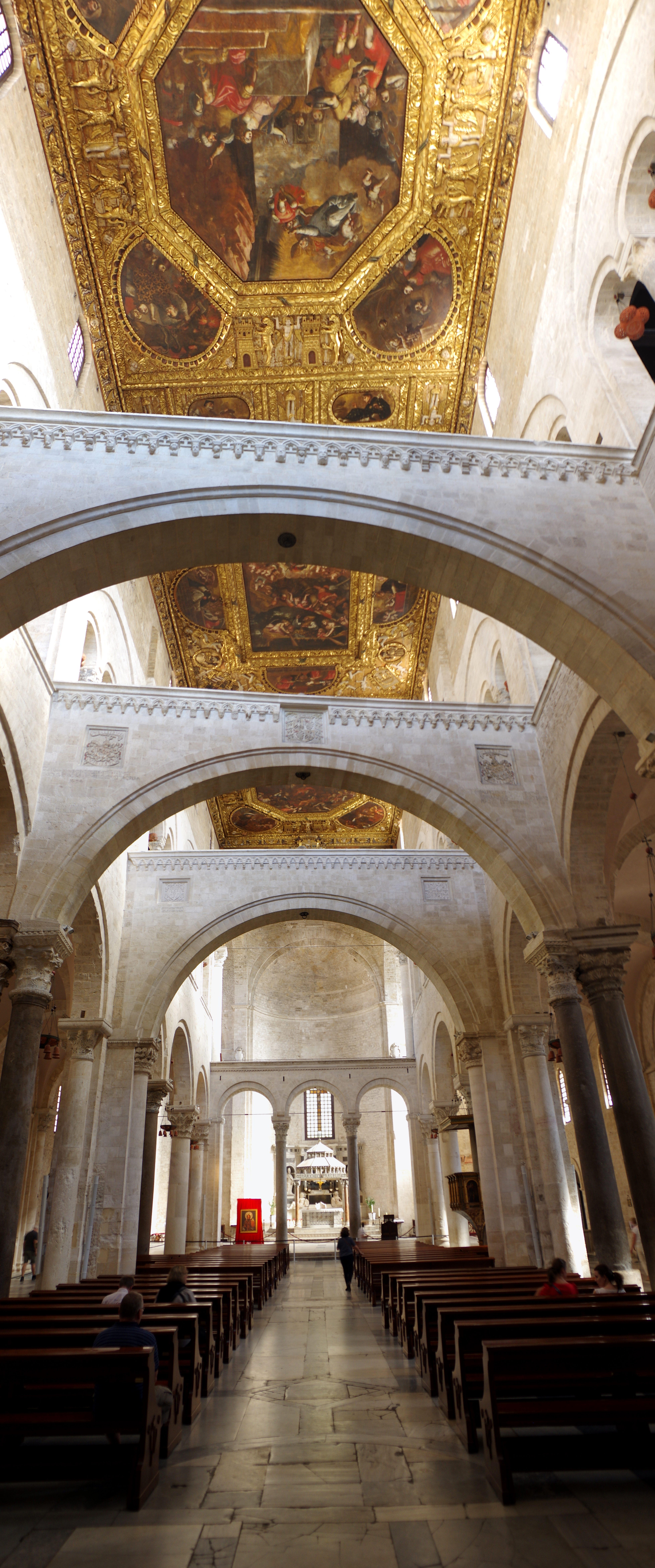
Mittelschiff mit der barocken Holzdecke

In der Basilika gibt es einige der wichtigsten Arbeiten romanischer Bauplastik Süditaliens, darunter die elfenbeinerne Kathedra des Bischofs Elias aus dem späten 11. Jahrhundert. Krypta und Presbyterium sind mit kostbaren Mosaikböden ausgestattet. Das Ziborium ist das älteste erhaltene Beispiel der Region und ist ebenfalls mit Mosaiken ausgeschmückt. Die vier Säulen sind mit Ranken, Tierdarstellungen und mythologischen Figuren geschmückt. Die von 26 Säulen gestützte Krypta beherbergt die Reliquien des Heiligen.
Eine der Seitenapsiden der Krypta ist dem Gottesdienst in der Ostliturgie gewidmet. 
In der Kirche befindet sich ebenfalls das aus dem 16. Jahrhundert stammende Marmorgrab der Bona Sforza. Die Sammlung des Kirchenmuseums enthält daneben noch weitere Kunstwerke des Kirchenschatzes, wie etwa eine Sammlung von Kerzen des 12. Jahrhunderts, eine Schenkung König Karls I.
Die Kirche wurde im späten 13. Jahrhundert, dann noch einmal 1456 und dann wieder im späten 17. Jahrhundert restauriert. In der jüngsten Restaurierungskampagne wurden die meisten barocken Veränderungen rückgängig gemacht. Lediglich die geschnitzte und vergoldete Holzdecke wurde belassen, samt den darin eingelassenen Leinwandgemälden von Carlo De Rosa.

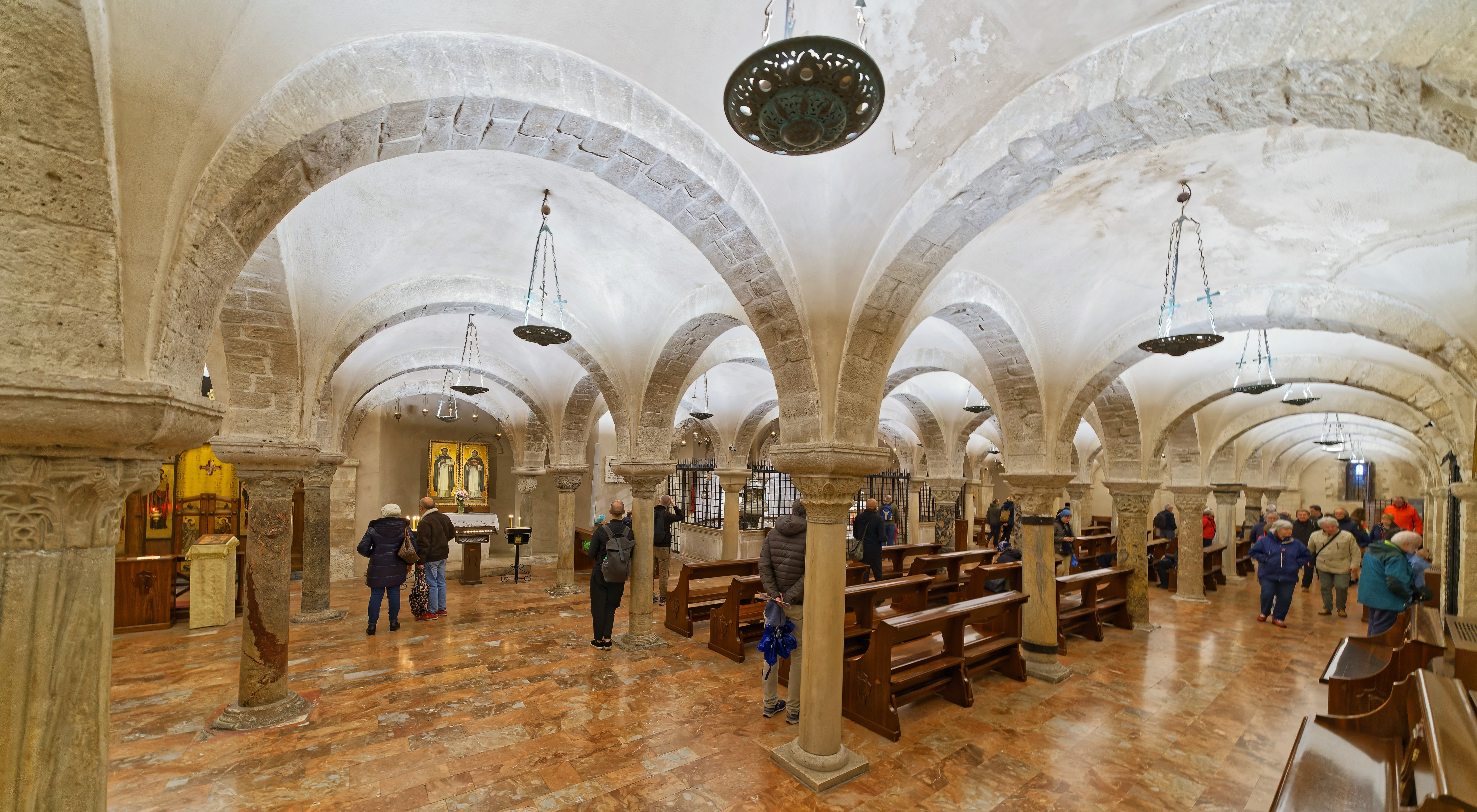
Die Krypta von San Nicola.

## Patrozinium
Am Nikolaustag, dem 6. Dezember, wird traditionell ein Fläschchen in die Krypta zum Grab des Heiligen herabgelassen, um etwas von der Myrrhe aufzufangen, die den Gebeinen entströmen soll. Behälter mit dieser Myrrhe werden weltweit verschickt, und Gläubige berichteten von zahlreichen Wundern, nachdem sie damit gesalbt wurden. Für orthodoxe Kirchen mit Julianischem Kalender fällt der Feiertag auf den 19. Dezember (nach dem Gregorianischen Kalender), sodass es zwei Feiern desselben Feiertags gibt.
Am 9. Mai (beziehungsweise am 22. Mai nach Julianischer Rechnung) begeht die Russisch-Orthodoxe Kirche das Fest der „Translation der Reliquien des hl. Nikolaus von Myra nach Bari“.

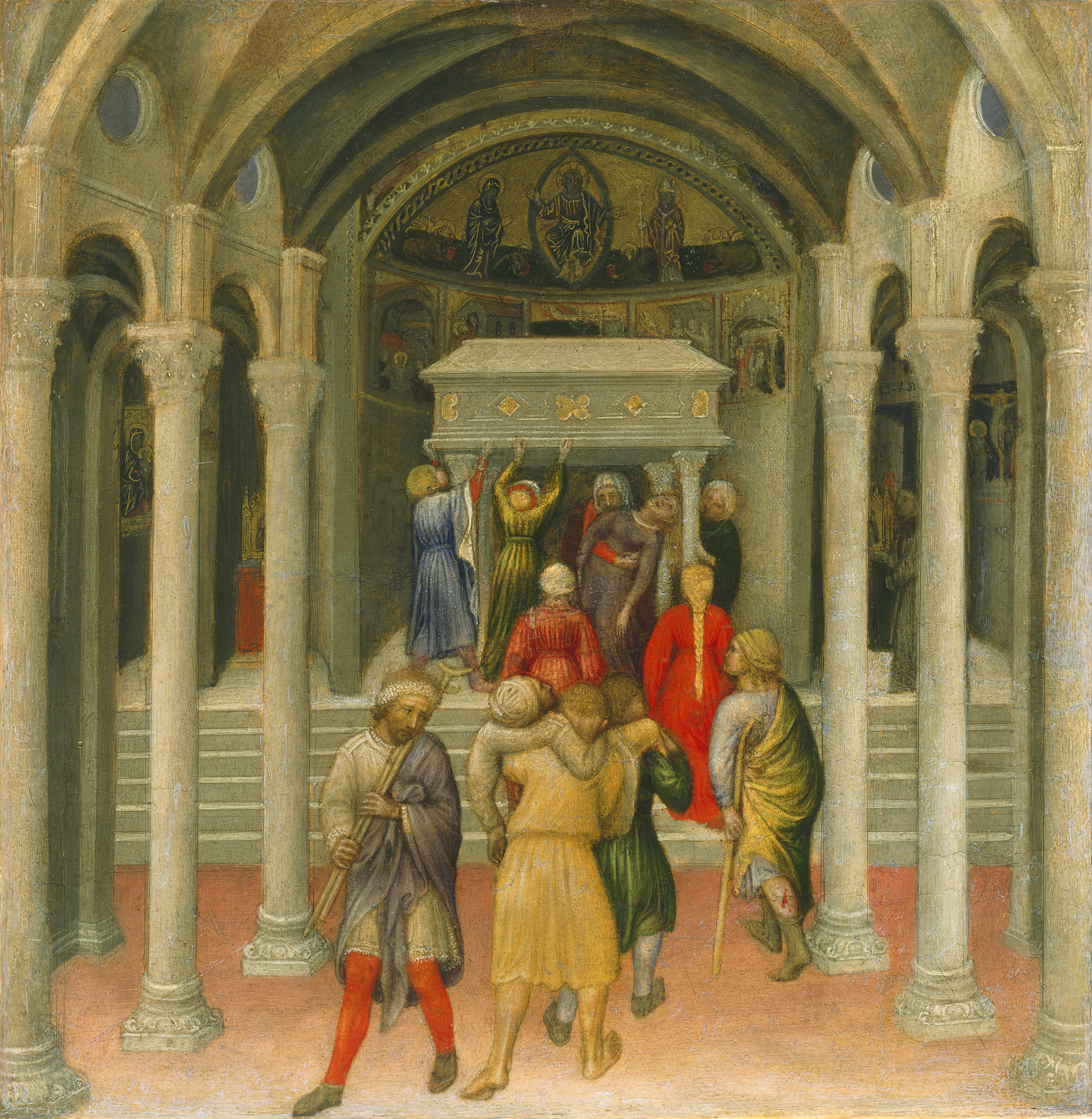
Pilger am Grab des hl. Nikolaus (Gentile da Fabriano, um 1425, National Gallery of Art, Washington)
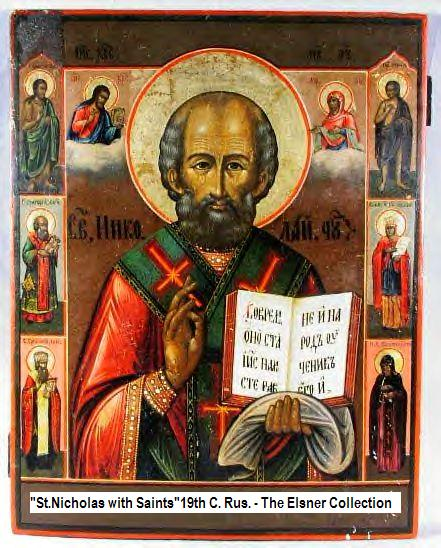
Russische Ikone des hl. Nikolaus
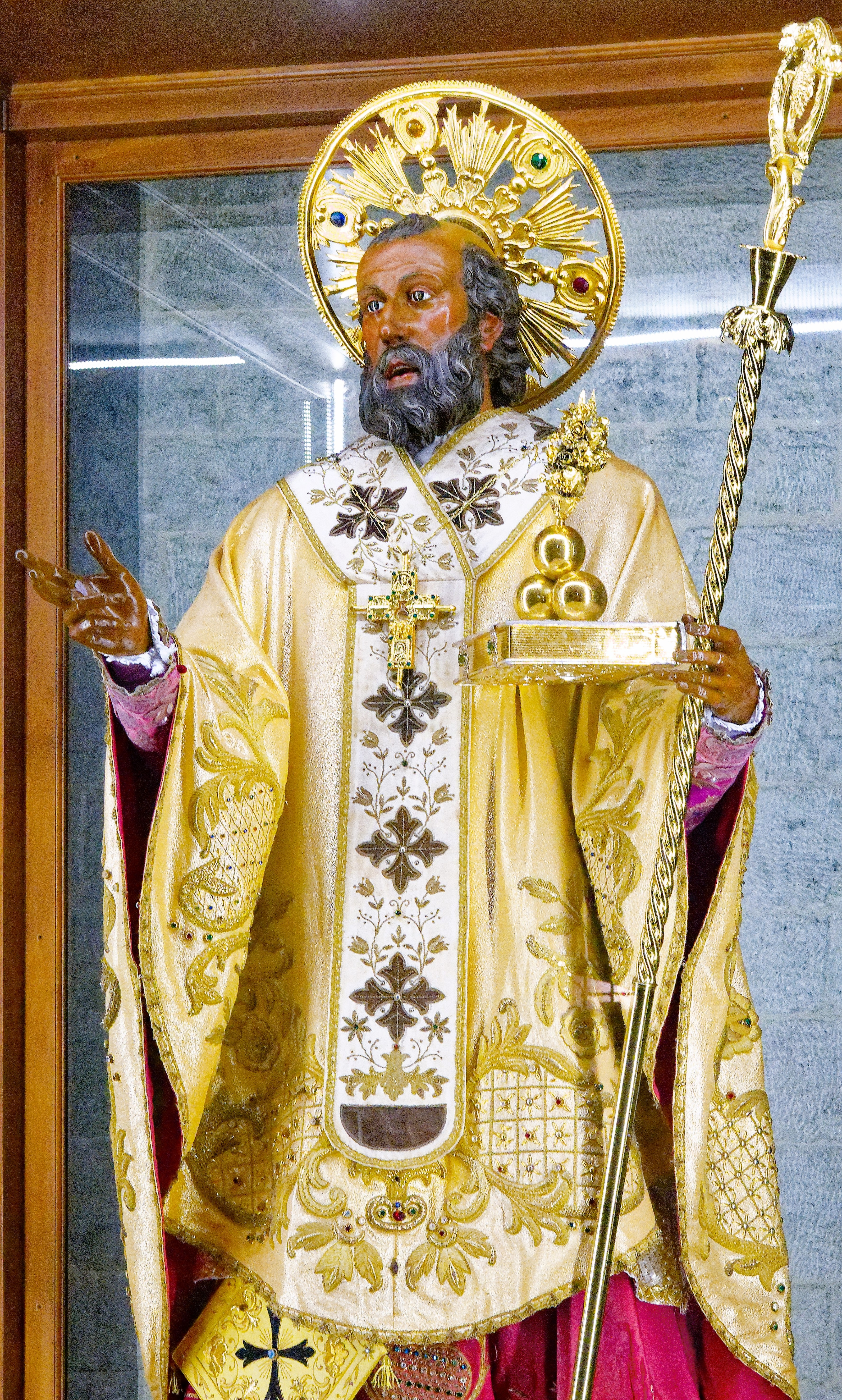
Figur des Heiligen in der Basilika

## Pilgerziel für Christen der West- und Ostkirche
Der Heilige Nikolaus wird sowohl in der West- wie der Ostkirche verehrt.  
Nach dem Zweiten Vatikanischem Konzil wurde in der Krypta eine Kapelle für die Feier in der östlichen Liturgie eingerichtet. Dies ist die erste solche Kapelle, die in einer lateinischen Kirche geweiht wurde.

## Statue und Bronzeplatte aus Russland

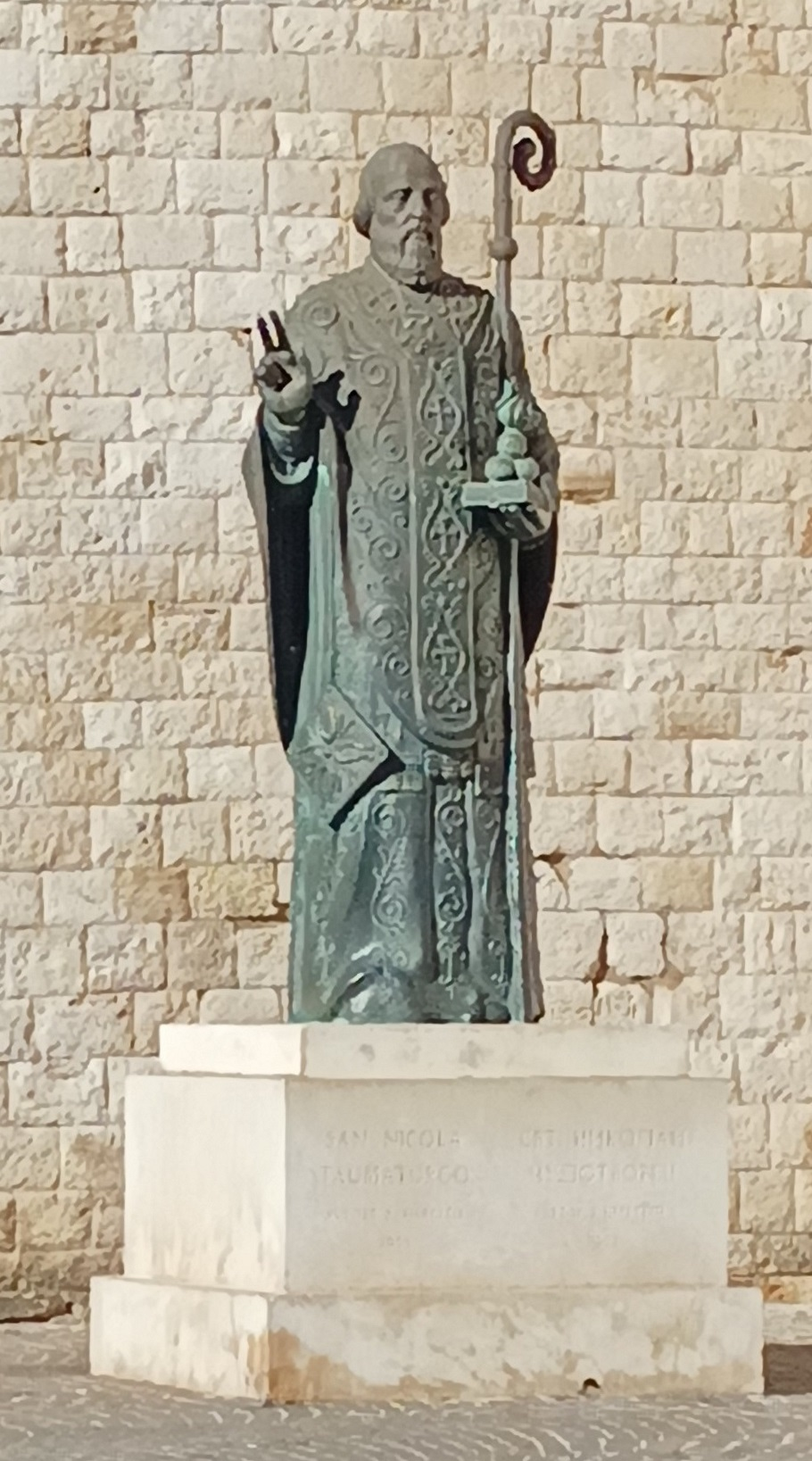
Das Geschenk Putins

2003 schenkte der russische Präsident Putin anlässlich seines Staatsbesuchs in Italien der Stadt Bari ein Standbild des heiligen Nikolaus. Es wurde vom georgisch-russischen Bildhauer Surab Zereteli geschaffen und auf dem Vorplatz der Basilika aufgestellt. An der Mauer hinter der Statue ist eine Bronzeplatte mit einer von Putin unterzeichneten Freundschaftsadresse an die Bürger von Bari in Italienisch und Russisch angebracht.
Nachdem russische Truppen am 24. Februar 2022 auf Befehl von Putin den völkerrechtswidrigen Angriffskrieg auf die Ukraine begonnen hatten, forderte eine Petition mit etwa 18.000 Unterschriften, die Plakette zu entfernen. Der Kirchenrechtler und Politiker Nicola Colaianni (* 1946) forderte in mehreren Zeitungen, das Standbild an einen deutlich weniger prominenten Ort zu versetzen.